# Slatina (district de Plzeň-Nord)
Pour les articles homonymes, voir Slatina.
Slatina (en allemand : Slatina) est une commune du district de Plzeň-Nord, dans la région de Plzeň, en République tchèque. Sa population s'élevait à 59 habitants en 2022.

## Géographie
Slatina se trouve à 11 km à l'est de Kralovice, à 34 km au nord-est de Plzeň et à 59 km à l'ouest-sud-ouest de Prague.
La commune est limitée par Šípy au nord, par Chříč à l'est et au sud-est, par Holovousy au sud, et par Kožlany à l'ouest.

## Histoire
La première mention écrite de la localité date de 1327.

## Transports
Par la route, Slatina se trouve à 22 km de Rakovník, à 44 km de Plzeň et à 80 km de Prague. 